# Tanya Habjouqa
Tanya Habjouqa est une photojournaliste, photographe documentaire et enseignante américano-jordanienne, née en 1975 à Amman en Jordanie.  
Elle est lauréate d’un World Press Photo Award en 2014.

## Biographie
Tanya Habjouqa est née à Amman en Jordanie en 1975 d’un père jordanien et d’une mère américaine. À quatre ans, elle part vivre au Texas avec sa mère. 
Elle fait ses études secondaires (sauf la deuxième année en Jordanie) et son baccalauréat aux États-Unis, puis elle est diplômée en médias et en politique moyen-orientale de la School of Oriental and Africa Studies (SOAS) de Londres.
Basée dans divers endroits du Moyen-Orient depuis 2002, elle a couvert le conflit irakien et la guerre au Darfour.  Elle se marie à un citoyen Arabe israélien et s’installe à Jérusalem-Est en 2009. Ils ont deux enfants. Sa série « Women of Gaza » publiée cette même année, documente sur la vie quotidienne des femmes palestiniennes dans la bande de Gaza.
Tanya Habjouqa a co fondé en 2009 Rawiya – raconteuses d’histoires, le premier collectif photographique féminin du Moyen-Orient avec quatre consœurs de la région,.
Elle se consacre pendant cinq ans à « Tomorrow There Will Be Apricots », un projet sur les femmes Syriennes dans les camps de réfugiés en Jordanie.   
Sa série « Occupied Pleasures », récompensée par un World Press Photo Award en 2014 « est un témoignage de la résilience palestinienne alors qu'ils recherchent des plaisirs simples face à une occupation sans fin ».
Elle est membre du collectif Noor Image et travaille sur commande pour la presse internationale comme Le Monde, La Repubblica, The Guardian, The Wall Street Journal, The New York Times, Time Magazine, National Geographic, ainsi que pour l’UNRWA, l’UNESCO et le PNUD,.  
Tanya Habjouqa donne un cours à l’Université al-Qods de Jérusalem-Est sur le thème « Narration et identité nationale en photographie » et est mentor pour l’Arab Photography Documentary Program.  

## Publications
- Occupied Pleasures, New York, FotoEvidence, 2015 (ISBN 978-0989486682) (Meilleur livre photo 2015 pour by TIME magazine et Smithsonian magazine.
- (en) She Who Tells a Story, Boston, Museum of Fine Arts, 2013, 164 p. (ISBN 978-0878468041)

## Expositions
Liste non exhaustive
- 2014 : « Occupied pleasures », Aria Art Gallery Florence[13]
- 2015 : Biennale des photographes du monde arabe contemporain, Maison européenne de la Photographie, Paris[2]
- 2015 : « Realism in Rawiya: Photographic Stories from the Middle East »[7]
- 2016 : « She Who Tells a Story: Women Photographers from Iran and the Arab World », National Museum of Women in the Arts, Washington D.C[14].

## Collections
- « Women of Gaza » fait partie de la collection privée du Boston Museum of Fine Art[2]

## Prix et récompenses
- 2007 : Clarion Award (en) de l’Association for Women in Communications pour sa couverture de la guerre Israël-Hezbollah pour Bloomb[1]
- 2011 : SND Silver Award pour son reportage sur Gaza  « Une vie moins ordinaire »[15],[1]
- 2012 : FotoVisura Grant, mention honorable[1]
- 2013 : Lauréate du fond d’urgence Magnum Foundation[9]
- 2014 : World Press Photo Award 2e prix dans la catégorie « Vie quotidienne » pour « Occupied pleasures » réalisée dans les territoires palestiniens occupés[9]
- 2014 : FotoEvidence Book Award pour son ouvrage « Occupied Pleasures »[1]
- 2019 : Lauréate du “Programme pour la photographie documentaire arabe” soutenu par la Fondation Magnum, le Fond Arabe pour les Arts et la Culture et le Fond Prince Claus[16]